# 搜山图

射女妖，故宫藏本
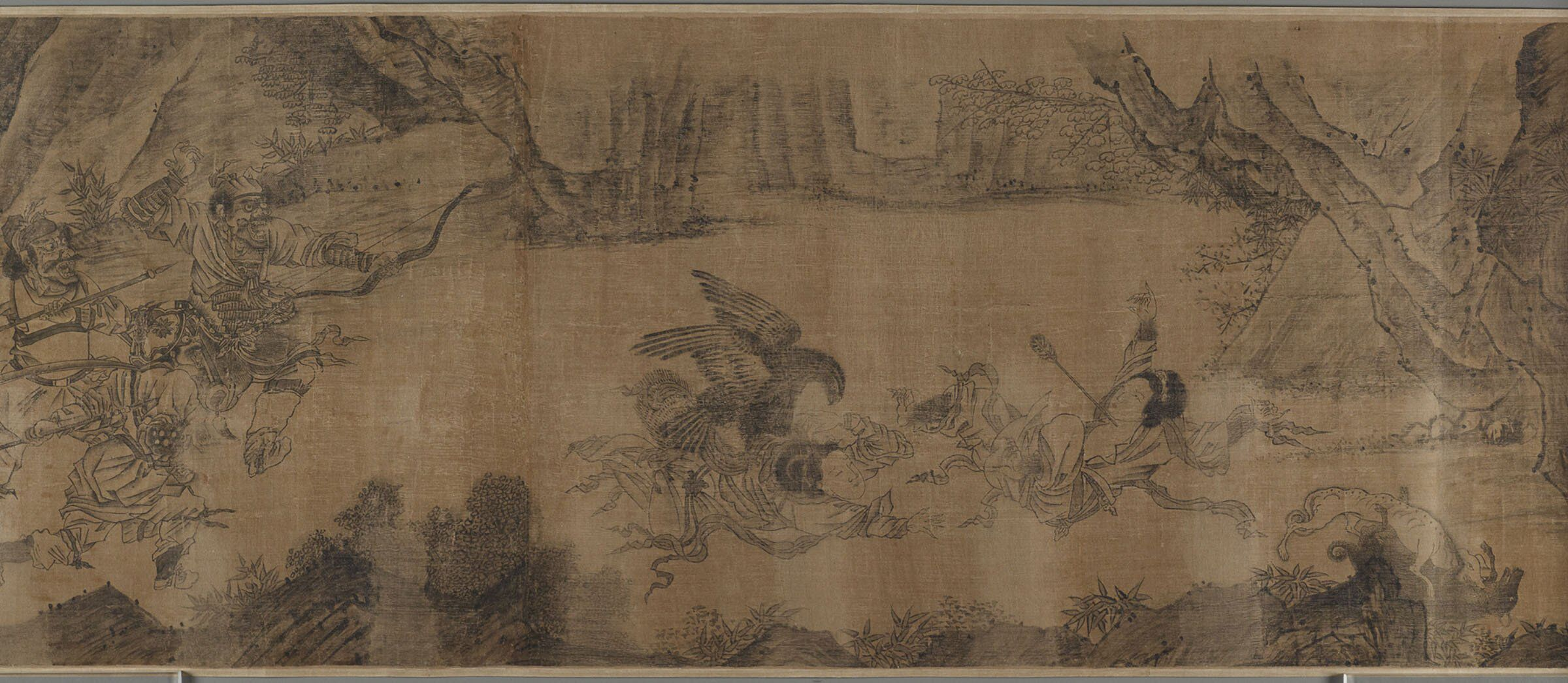
射女妖，普林斯顿藏本
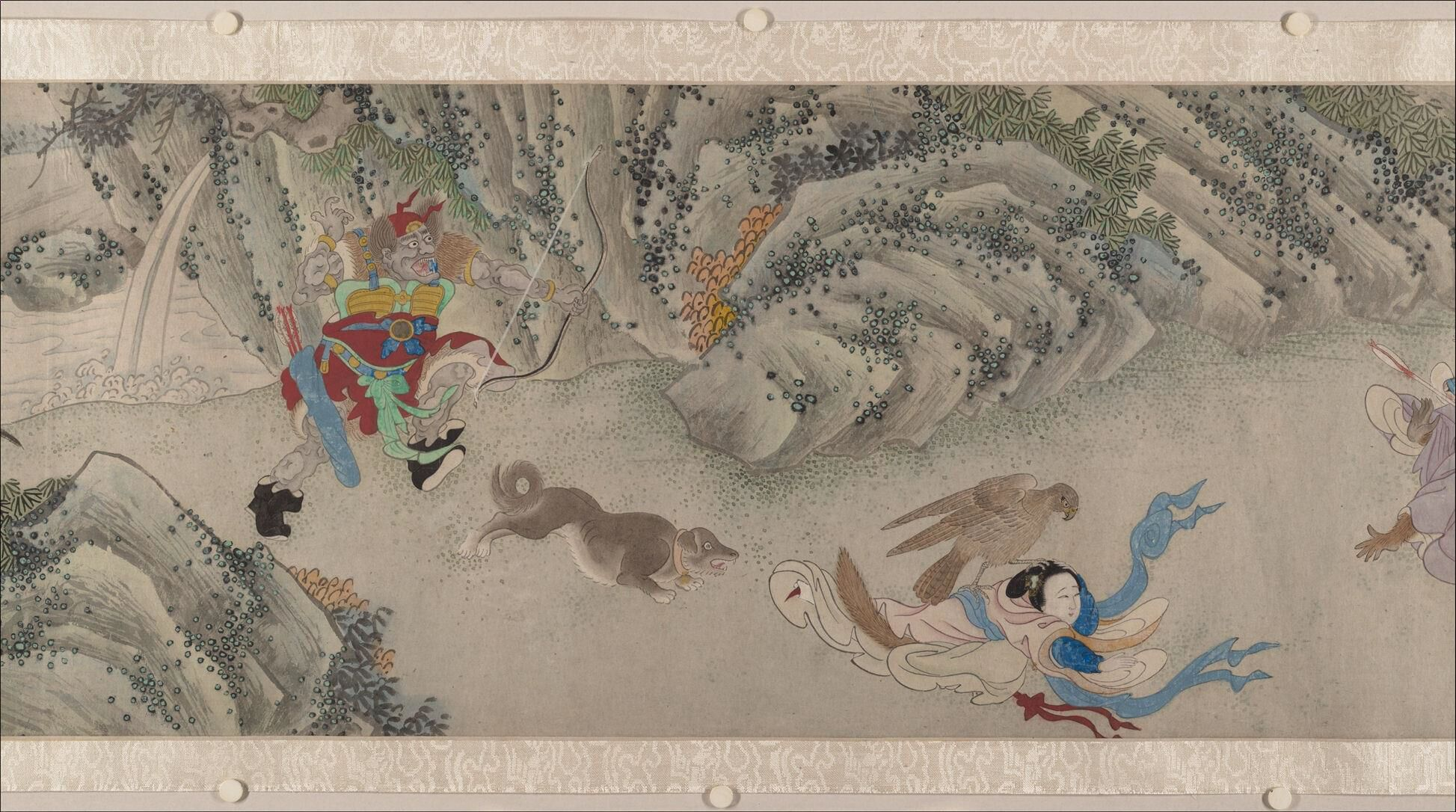
射女妖，大都会藏本
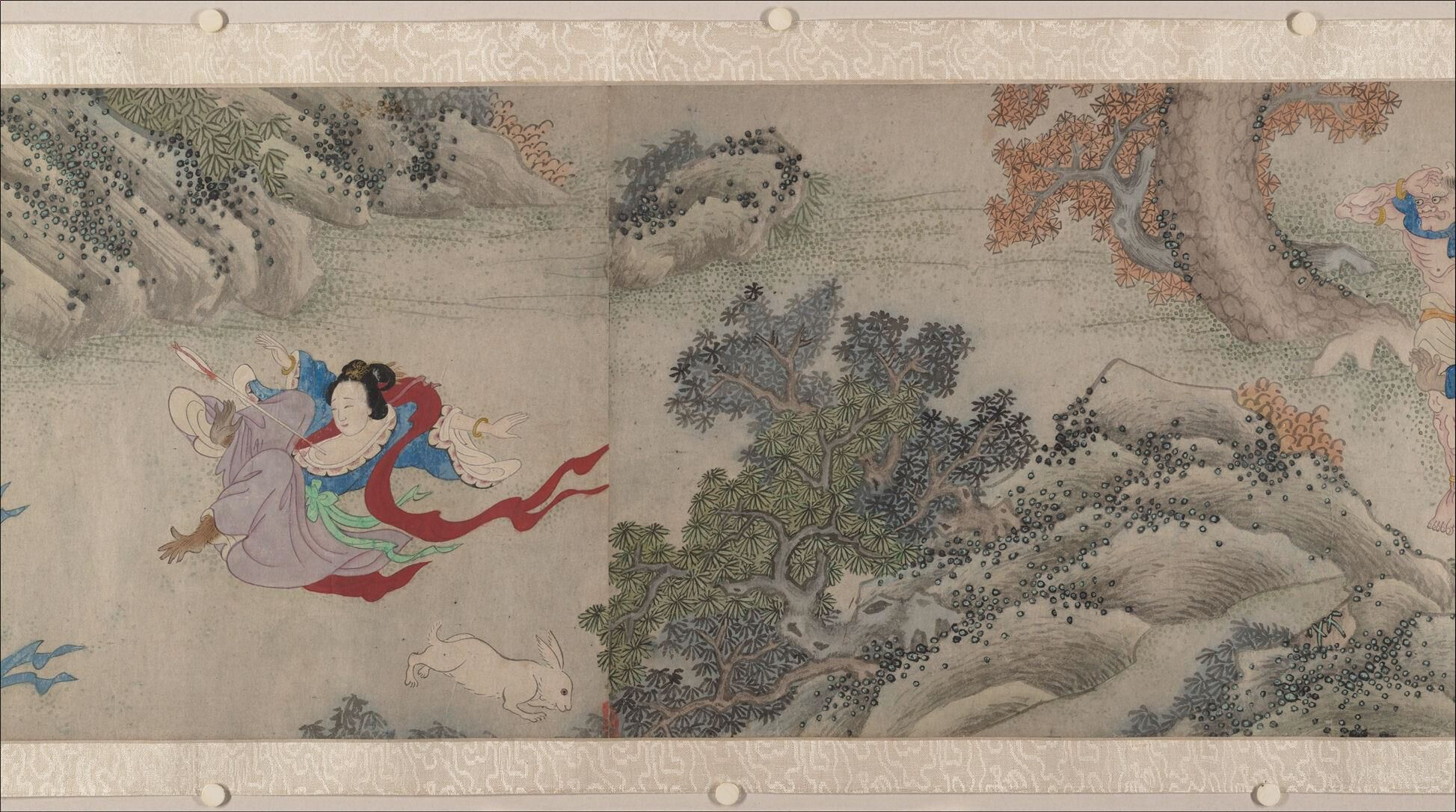
射女妖，大都会藏本

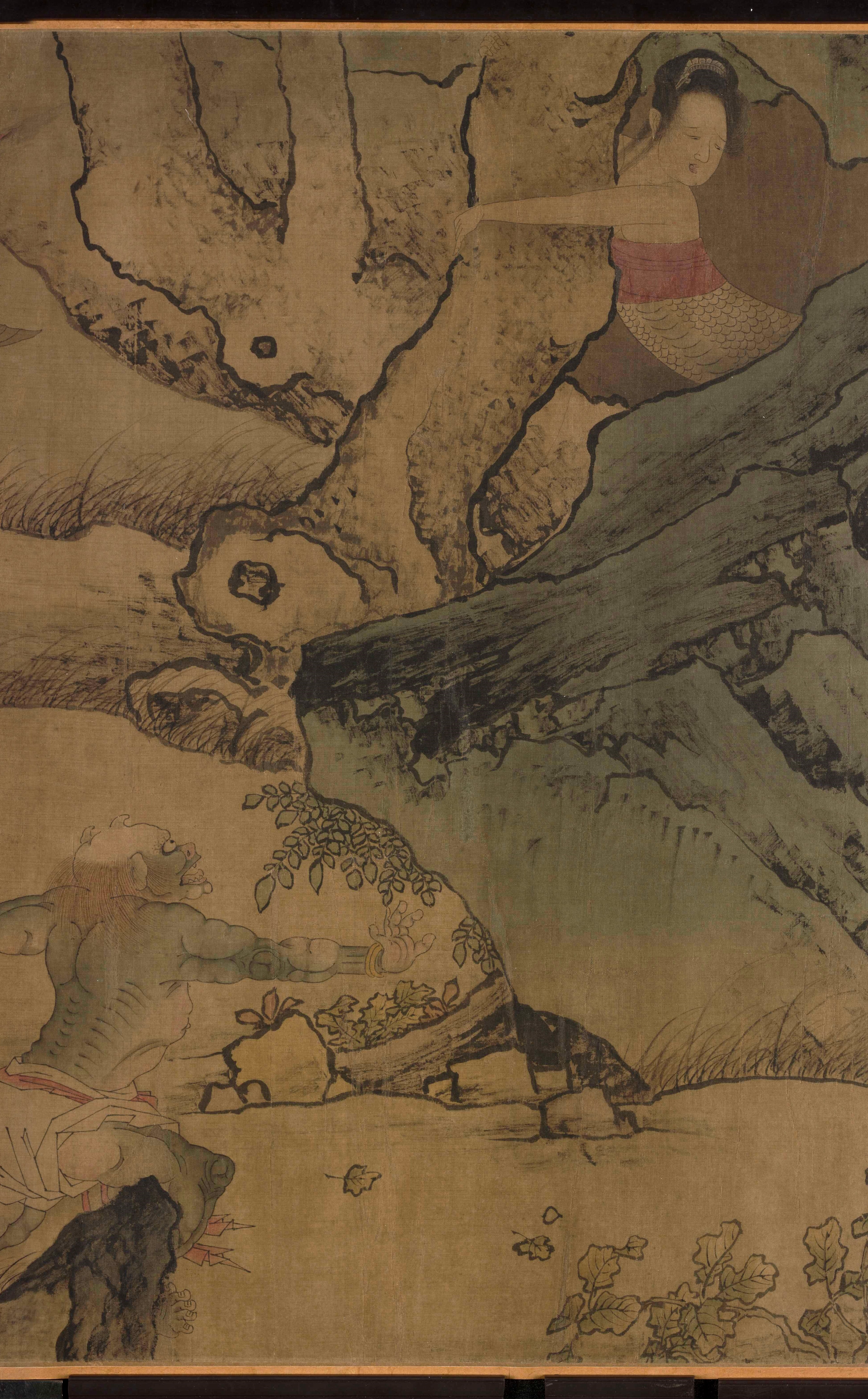
拽蛇女（部分），故宫藏本
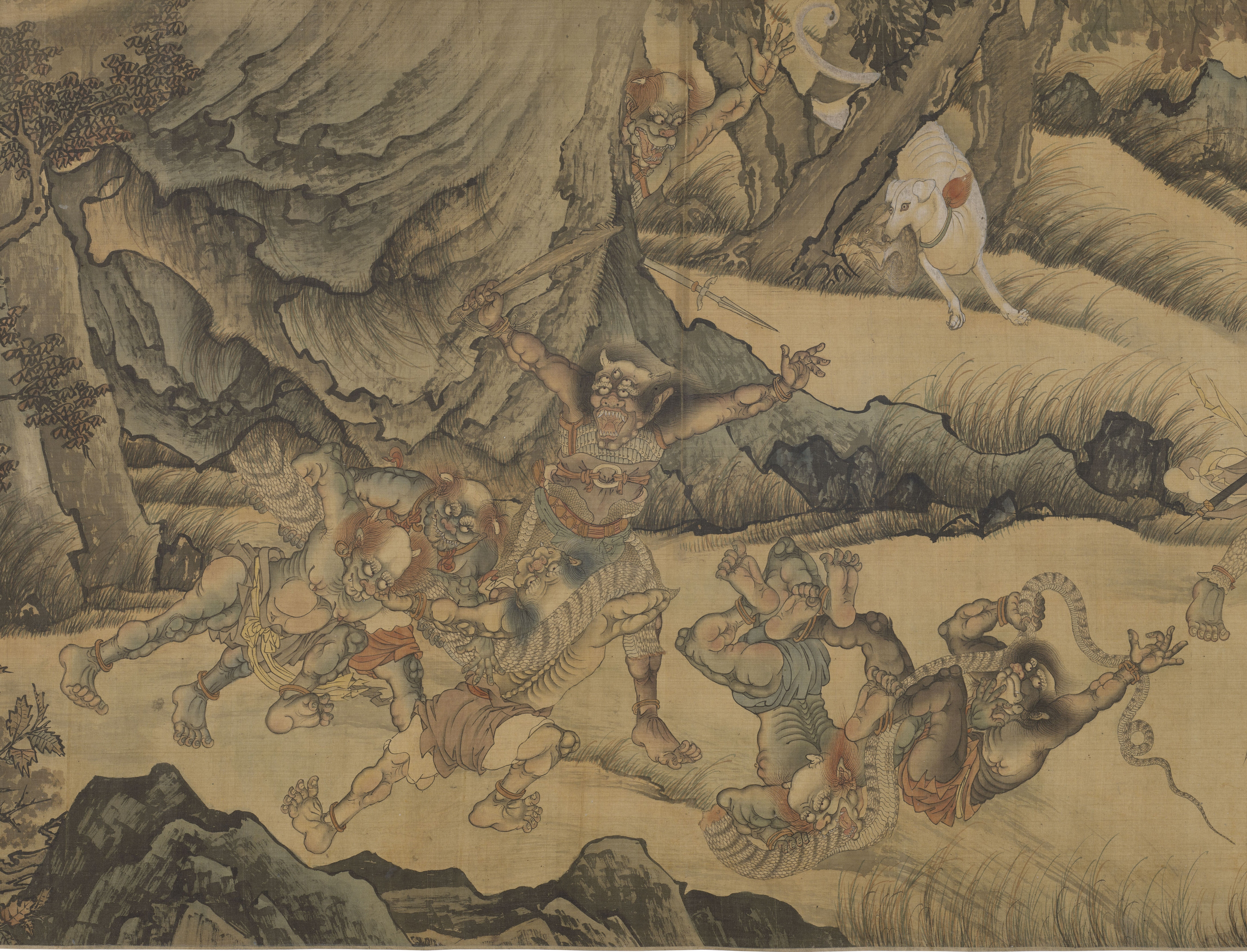
拽蛇女（部分），波士顿藏本
拽蛇女，弗瑞尔藏本

《搜山图》是中国古代传统的绘画题材，描绘在山林中搜捕妖怪的情形。
五代十国画家黄荃所绘的《搜山天王像》是已知最古老的与“搜山”有关的图画。北宋画家高益因畫《搜山圖》而为宋太宗看重，得授翰林待詔。此后，该题材画作不断出现，画录中多有记载，此外还有相关题赞诗文，如吴承恩题李在画作的《二郎搜山图歌》。
现存《搜山图》有十余幅，多采用长卷的形式，描绘神兵鬼卒在主神率领下进入山林暴力搜捕妖怪的情形，用树木山石分割各个场景。被捉拿的妖怪主要有动物（纯兽形和半兽半人）和女妖两类。各幅画作的部分场景存在明显的传承关系，同时也不断地从其他画像（如《揭钵图》）和流行文本（如《白猿傳》）中吸取要素，反过来也影响其他画像（如《中山出游图》）和流行文本（如《西游记》）。
画中的主神最初为佛教中的毗沙门天王。随着二郎神崇拜的兴起，《搜山图》主神的身份逐渐转变为二郎神。除此以外，四圣、关公等其他神祇也被附会于该题材。
其表现的是民间传说二郎神搜山降魔的故事，所以也称为《二郎神搜山图》。二郎神的故事在民间广泛流传，在许多文艺作品中也有反映。元代有《二郎神醉射锁魔镜》的杂剧，描写二郎神与九首牛魔王、哪吒及金睛百眼鬼比试高低，最后拿住二洞妖魔的故事。关于《搜山图》的记载最早出现在北宋郭若虚的《图画见闻志》，言及北宋画家高益所绘《鬼神搜山图》，受到皇帝的重视。以后明、清两代，不断有传本出现。现存的画作有十余幅，有些存放于博物馆，有些则被个人收藏。

捕牛，克利夫兰藏本
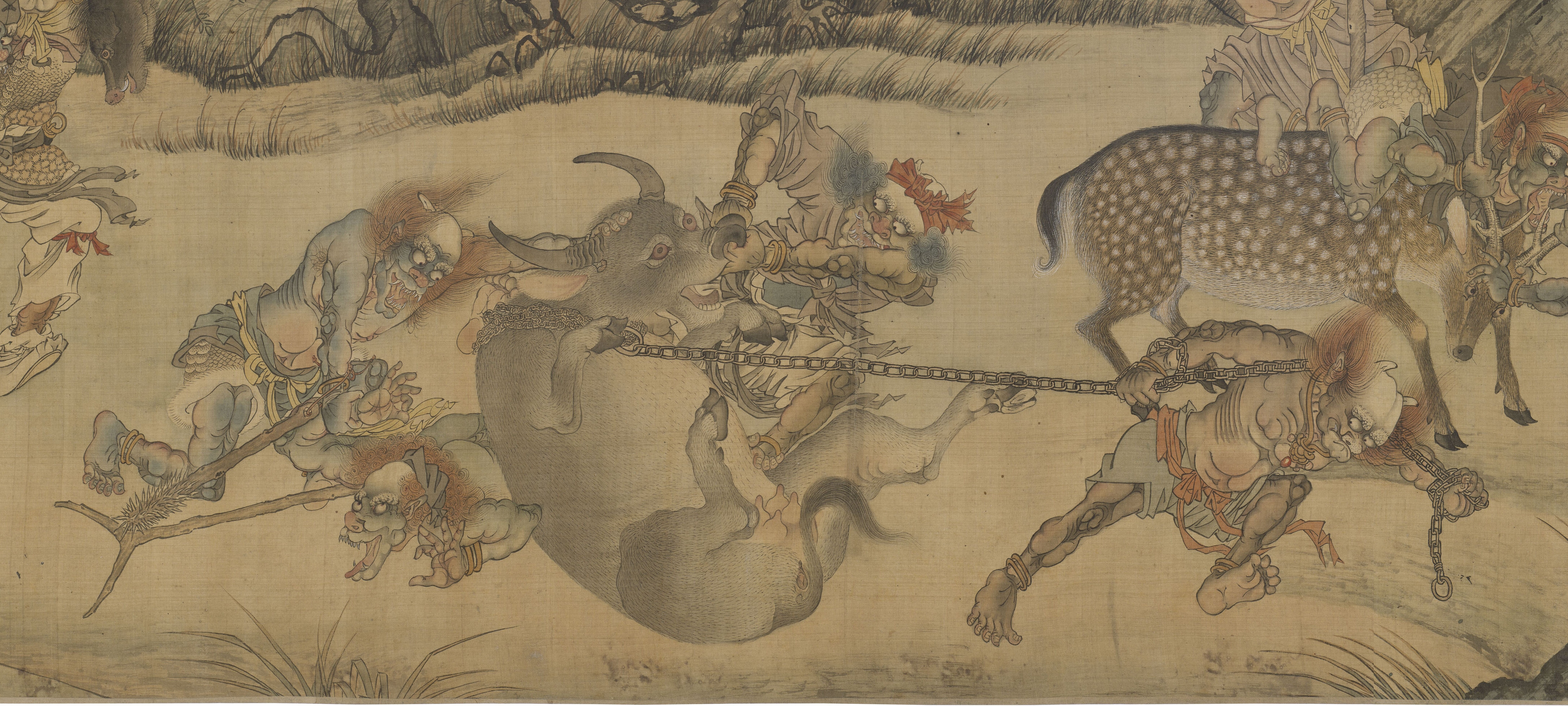
捕牛，波士顿藏本
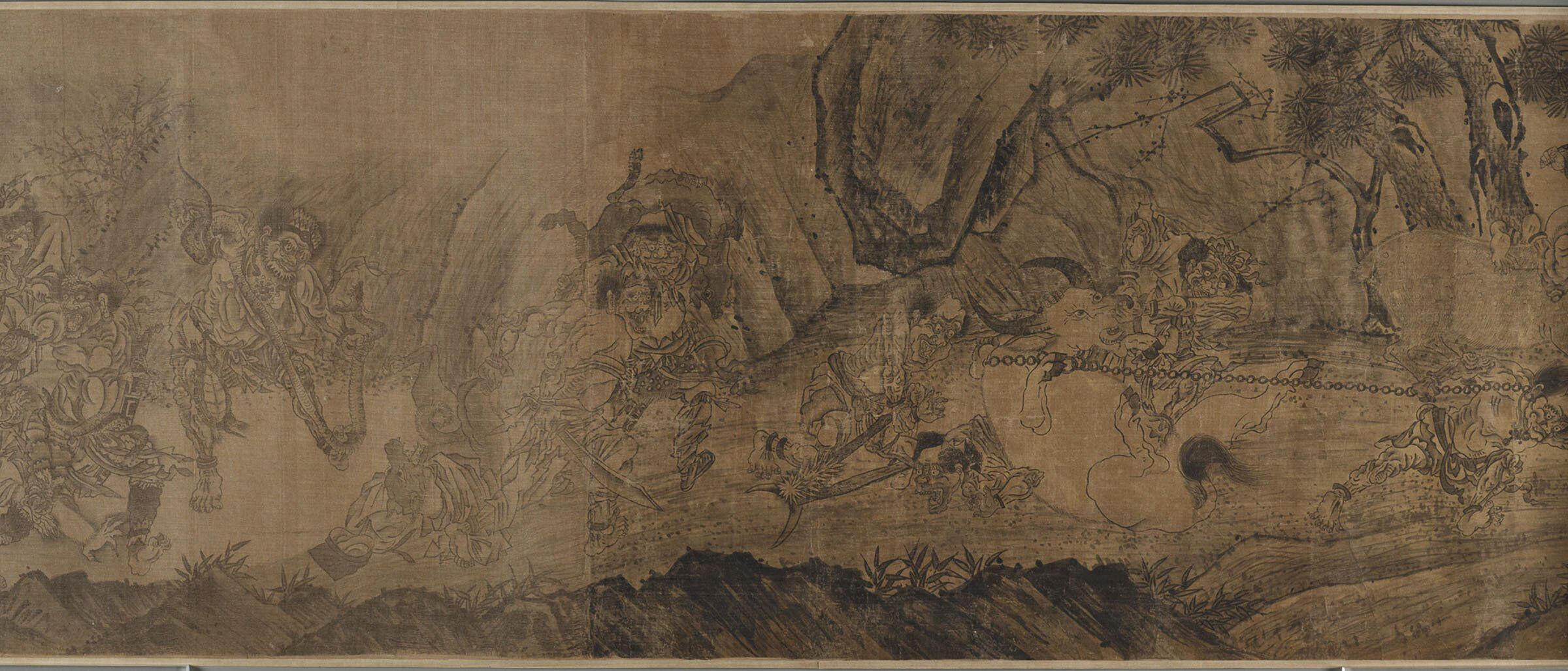
捕牛，普林斯顿藏本
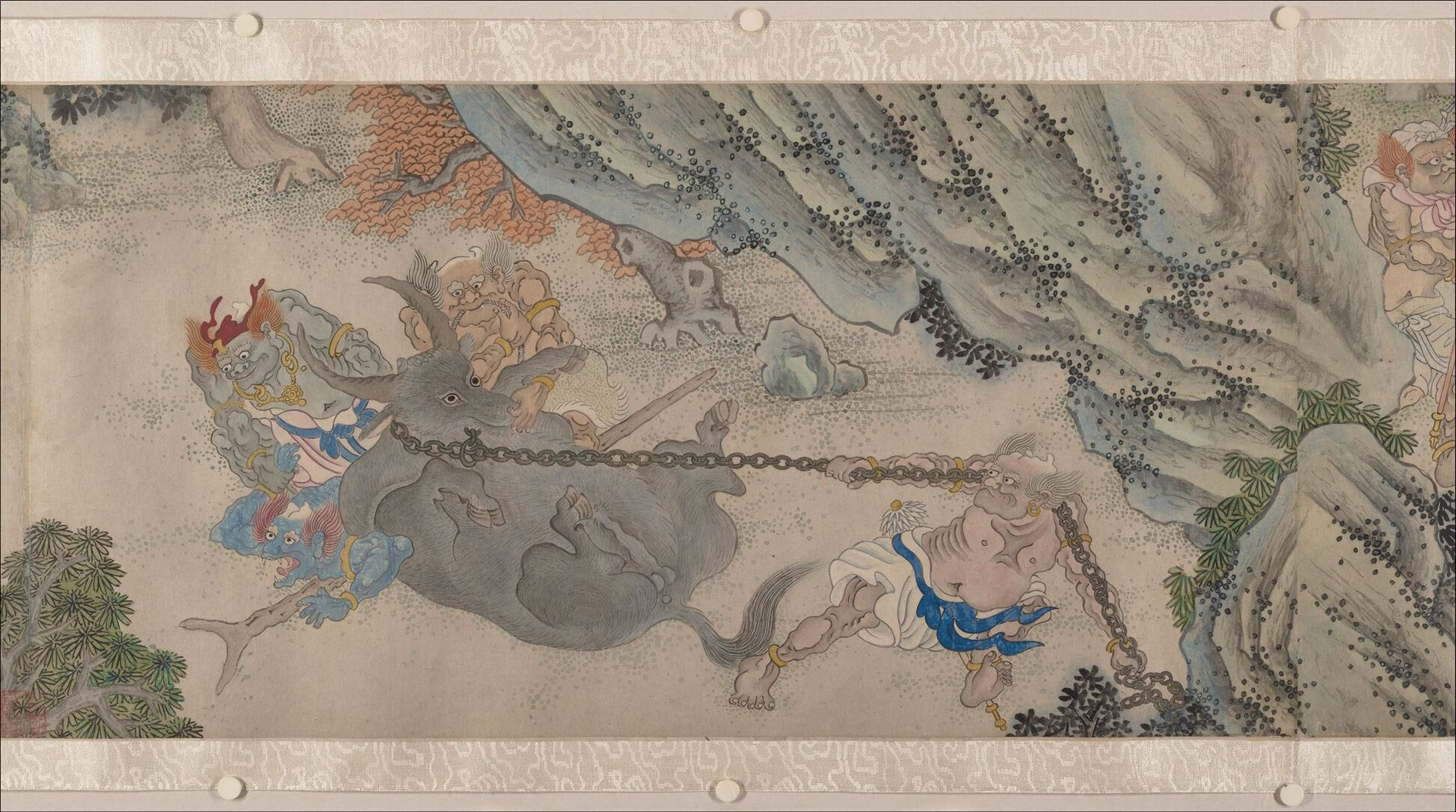
捕牛，大都会藏本
捕牛，弗瑞尔藏本

| 创作信息 | 创作信息 | 形式 | 形式 | 形式     | 內容     | 內容 | 內容                                      | 收藏信息                 | 收藏信息       |
| 时代     | 落款     | 材质 | 装帧 | 色彩     | 主神形象 | 妖怪 | 说明                                      | 現藏                     | 网站           |
| -------- | -------- | ---- | ---- | -------- | -------- | ---- | ----------------------------------------- | ------------------------ | -------------- |
| 南宋     |          | 纸本 | 册页 | 白描     | 少年武将 | 动物 | 为《道子墨宝》册页的最后十页              | 克利夫蘭藝術博物館       | （备份，存于） |
| 南宋     | 蘇漢臣伪 | 絹本 | 長卷 | 設色     | 残       | 混杂 | 右半幅不全，与波士顿藏本互补              | 故宫博物院               | （备份，存于） |
| 明       |          | 絹本 | 長卷 | 設色     | 文武混搭 | 混杂 | 左半幅不全，与北京故宫藏本互补            | 波士頓美術館             | （备份，存于） |
| 明       | 丁野夫伪 | 絹本 | 長卷 | 水墨     | 文官     | 混杂 |                                           | 普林斯顿大学艺术博物馆   | （备份，存于） |
| 明       |          | 絹本 | 長卷 | 水墨     | 文官     | 女妖 |                                           | 羅原覺私人藏             |                |
| 明       |          | 纸本 | 長卷 | 設色     | 文官     | 女妖 |                                           | 伯克利加州大学艺术博物馆 |                |
| 明       |          | 絹本 | 長卷 | 設色     | 長鬚武將 | 混杂 |                                           | 云南省博物馆             |                |
| 明       |          | 絹本 | 長卷 | 設色     | 无       | 混杂 |                                           | 山东博物馆               |                |
| 明       |          | 纸本 | 長卷 | 設色     | 長鬚武將 | 混杂 | 作者被认为是鄭重                          | 大都會藝術博物館         | （备份，存于） |
| 明       | 李嵩伪   | 纸本 | 長卷 | 水墨     | 鬼怪     | 混杂 | 李霖燦猜测作者为李在 韩倞认为非《搜山图》 | 弗瑞爾藝廊               | （备份，存于） |
| 清       |          | 纸本 | 長卷 | 金粉白描 | 長鬚武將 | 混杂 |                                           | 雲南省博物館             |                |

各版本类似场景比较
- 捕牛，克利夫兰藏本
- 捕牛，波士顿藏本
- 捕牛，普林斯顿藏本
- 捕牛，大都会藏本
- 捕牛，弗瑞尔藏本

- 射女妖，故宫藏本
- 射女妖，普林斯顿藏本
- 射女妖，大都会藏本
- 射女妖，大都会藏本

- 拽蛇女（部分），故宫藏本
- 拽蛇女（部分），波士顿藏本
- 拽蛇女，弗瑞尔藏本

长卷